# Hueck (Adelsgeschlecht)

Wappen derer von Hueck

Hueck (auch Huck, Huc, Huek oder Hück)  ist der Name eines alten westfälischen Patriziergeschlechts, das von 1512 bis 1767 im Rat von Dortmund und anderer westfälischer Städte saß. Erstmalige Erwähnung findet die Familie im Jahre 1299 mit der Nennung eines Hinricus Huc, der in Dortmund einbürgert. Wohl selbiger, Henricus dictus Huc, ist hier 1316 Pächter der städtischen Wollwaage. Die Hueck waren darüber hinaus seit 1656 im Baltikum ansässig und häufig als Ratsherren im Rat der Stadt Reval vertreten. 1816 wurde das Geschlecht in den russischen und 1878/1889 in den estländischen Adel aufgenommen.

Wappen derer von Hueck bei Siebmacher

## Wappen
Das Wappen zeigt in Silber einen grünen, sechs- oder auch fünfblättrigen Ölzweig. Auf dem Helm mit grün-silbernen Decken und Wulst ein dreiblättriger Ölzweig.

## Namensträger
- Adam Johann von Hueck (1766–1829), deutsch-baltischer Bürgermeister von Reval (seit 1811).
- Alexander Friedrich von Hueck (1802–1842), deutsch-baltischer Anatom und Paläontologe, ⚭ Amalie Jencken.
- Carl von Hueck (1811–1889), deutsch-baltischer Rittergutsbesitzer auf Munnalas, Agrarwissenschaftler und Genealoge, ⚭ Charlotte von der Borg.
- Gerhard Michael Romanus Eduard von Hueck (1873–1940), deutsch-baltischer Rittergutsbesitzer auf Munnalas, 1. ⚭ Virginie von Kotzebue (1875–1927), 2. ⚭ Ellinor Meta Drögemüller (1883–19..).
- Karl Johann von Hueck (1844–1925), deutsch-baltischer Rittergutsbesitzer auf Munnalas und Bürgermeister von Reval (1895–1905), ⚭ Sophie von Wistinghausen (1845–1907), verw. Edle von Rennenkampff.[4]
- Walter von Hueck, (1931), Hauptbearbeiter des Genealogisches Handbuch des Adels, von 1966 bis 1996
- Wilhelm Christian Hueck (1727–1796), deutsch-baltischer Bürgermeister von Reval (1779–1786), ⚭ Anna von Strahlborn.